# Бобровка (верхний приток Уя, притока Иртыша)
Бобровка — река в Омской области России. Устье реки находится в 68 км по правому берегу реки Уй. Длина реки составляет 48 км.

## Бассейн
- 7 км: Колонцас (пр)
  - Малый Колонцас (пр)
  - Безымянная (лв)
- 18 км: Большой Силим (пр)
  - Силим (пр)
  - Малый Силим (пр)
- Кава (лв)
- Верхняя Кава (пр)
- Инчердак (пр)

## Данные водного реестра
По данным государственного водного реестра России относится к Иртышскому бассейновому округу, водохозяйственный участок реки — Иртыш от впадения реки Омь до впадения реки Ишим, без реки Оша, речной подбассейн реки — бассейны притоков Иртыша до впадения Ишима. Речной бассейн реки — Иртыш.